# Мілано (Куманово)
ФК «Мілано» Куманово (мак. ФК Милано Куманово) — македонський футбольний клуб з Куманово, заснований у 1990 році. Виступає у Регіональній лізі Куманово. Домашні матчі приймає на стадіоні «Мілано Арена», потужністю 3 500 глядачів.